# Тильзит-театр
«Тильзи́т-теа́тр» — историческое наименование Калининградского областного театра юного зрителя «Молодёжный» города Советска Калининградской области.
Фирменное наименование театра происходит от прежнего, действовавшего до 1946 года, исторического немецкого названия города Советска — Тильзит (нем. Tilsit), присвоенного ему в XIII веке во времена походов Тевтонского ордена на земли Пруссии.
Театр расположен в старинном, специально построенном здании, которому 131 год. В нём — 250 зрительских мест, расположенных в трёх ярусах.

## История театра

### Германский период
Театр впервые открылся в 1893 году, хотя заезжие труппы играли в неприспособленных помещениях в Тильзите и раньше. Первым спектаклем, сыгранным на сцене театра, стала драма Гёте «Эгмонт». Первым директором театра был Эмиль Ханеманн. Старое здание театра было значительно перестроено в 1903 году, зрительный зал был заметно расширен. А в 1908 году театр возглавил Франческо Сиоли. В 1936 году здание театра подверглось очередной перестройке, театр получил название «Театр пограничной земли». С началом Второй мировой войны театр был закрыт.

### Советский период
7 ноября 1956 года спектаклем Д. Зорина «Вечный источник» в Советске открылся городской драматический театр. Одним из первых, кто возрождал театр, был Александр Бродецкий, возглавлявший труппу около 10 лет. В начале у театра не было собственной труппы, однако вскоре, наряду с приезжими, на сцене театра начали выступать и местные артисты. В 1966 году, на долгие пятнадцать лет, главным режиссёром театра становится Борис Григорьевич Кодоколович.

Переломным для театра стал 1989 год. Театр обрёл статус «Молодёжного» и получил право на рекламное название «Тильзит-театр». Обновился состав труппы, поменялось руководство. 

### Российский период
В 1991 году театр возглавил выпускник Щукинского училища Евгений Марчелли, который создал новый творческий образ «Тильзит-театра». За годы работы режиссёра театр смог принять участие в более двадцати международных фестивалях в России и за рубежом: в Италии, Германии, Швеции, Литве и так далее.
С февраля 2014 года «Тильзит-театр» открылся после очередной реконструкции, которая длилась два с половиной года. Сегодня в Калининградской области площадка «Тильзит-театра» является самой престижной, технологически оснащённой и привлекательной для любых гастролирующих коллективов.

## Здание театра

### Исторические здания
Театр открылся в специально приспособленном здании в 1893 году. Это здание обладало сравнительно небольшой вместительностью и было существенно перестроено и реконструировано в 1903 году. Зрительный зал был расширен, появилась оркестровая яма перед сценой. Сцена также была углублена и расширена. Театр был перестроен в стиле барокко. Реконструкция 1936 года проводилась с позиции нацистской идеологии, многие элементы декора внутри здания были убраны, снаружи здание было полностью перестроено. Здание приобрело более строгий вид, были убраны скульптуры Шиллера и Гёте.

### Современное здание
Современное здание театра имеет 250 зрительских мест. По размерам и характеристикам театр относится к камерным. Площадь сцены — 120 квадратных метров (глубина сцены с авансценой — 12 метров, ширина — 10 метров; глубина авансцены — 2 метра).

Количество грим-уборных — пять, репетиционное помещение — одно.

## Администрация театра
Штат театра по состоянию на 5 мая 2021 года:
- директор — Кулиева Анна Пятрасовна
- заместитель директора — Борисов Артём Сергеевич
- заведующий труппой — Татьяна Дмитриевна Зуборенко
- помощник режиссёра — Наталья Николаевна Фролова
- звукорежиссёр — Марина Жозефовна Грабовенко
- художник по свету — Александр Владимирович Должников
- техник по звуку — Иван Иванович Павлюк
- заведующий постановочной частью — Алексей Владимирович Бальков
- заведующий литературной частью (2017—2018 г.) — Виктория Юрьевна Шмакова
- менеджер по рекламе — Анжелика Сергеевна Беляускайте
- гримёр-постижёр — Людмила Петровна Жаринова
- главный бухгалтер — Вера Андреевна Данилова
- администратор — Елена Валентиновна Митяева
- Костюмер — Татьяна Александровна Пирогова
- реквизитёр — Анна Викторовна Курносова
- столяр — Александр Евгеньевич Козловский

## Труппа театра
Состав труппы театра по состоянию на ноябрь 2022 года
- Заслуженная артистка РФ Ирина Несмиянова
- Заслуженный артист РФ Николай Паршинцев
- Заслуженный артист республики Бурятия Всеволод Трунов
- Вера Красовицкая
- Владимир Комиссаровский
- Анатолий Грабовенко
- Людмила Волошина
- Наталия Антонова
- Роман Нагметов
- Сергей Ваганов
- Владимир Архипов
- Анастасия Архипова
- Екатерина Крахотина
- Борис Козловский
- Максим Абрамов
- Виктория Викулова
- Виктория Загораева
- Мария Вахова
- Игорь Просянников
- Анатолий Трепезников

## Награды
- Премия Правительства Российской Федерации имени Фёдора Волкова за вклад в развитие театрального искусства Российской Федерации (12 августа 2003 года)[4].